# Horvátországi Magyarok Demokratikus Közössége
A Horvátországi Magyarok Demokratikus Közössége (HMDK) (horvátul: Demokratska zajednica Mađara Hrvatske) egy Horvátországban működő magyar kisebbségi érdekvédelmi szervezet. 1993-ban alakult Eszéken. Jelenlegi elnöke Jankovics Róbert, székhelye Bellyén található. A szervezet aktívan részt vesz a horvátországi magyar politikai életben, több polgármester és járási tanácsos is a tagjaik közül került ki. 1991 és 2007 között a horvát parlamentben is rendelkeztek képviselettel.
A 2016-os előrehozott parlamenti választások során a HMDK jelöltje, Jankovics Róbert parlamenti mandátumhoz jutott, ennek köszönhetően 9 év után a HMDK ismét újra országos szintű képviselethez jutott. A garantált magyar kisebbségi képviselői helyért folytatott küzdelemben Jankovics Róbert a szavazatok 53,02 százalékát kapta.